# Завьяловское месторождение (Казахстан)
Завьяловское месторождение — месторождение каменного угля на территории Нуринского района Карагандинской области, в 90 км к западу от Караганды. Известно с 1910 года. В 1910—1912 годах добычей угля занимались английские концессионеры. Разведочные работы были проведены в 1953—1969 годах. Месторождение приурочено к западной части Карагандинского квазисинклинория. Сложено карбонатными осадками девонского и угленосными пластами каменноугольного периодов. Угленосные отложения состоят из аргиллитов, алевролитов, песчаников, угольных пластов, туффитов и подразделяются на Ащылы-айрыкскую, Карагандинскую, Долинскую и Тентекскую группы. В структурном отношении месторождение представляет собой протяженную мульду, ограниченную с вопстока и запада разломами меридионального направления. Мощность каменноугольных пластов от 0,7 до 3,3 м. Зольность угля 21—28 %, плотность 1,4 г/см³, содержание серы 2,3—3,6 %, фосфора 0,02—0,11 %. Уголь добывается шахтным способом.